# Kakma
Kakma – wieś w Chorwacji, w żupanii zadarskiej, w gminie Polača. W 2011 roku liczyła 213 mieszkańców.